# Kenny Phillips
Kenneth Phillips (Miami, 24 novembre 1986) è un giocatore di football americano statunitense che gioca nel ruolo di safety per i New Orleans Saints della National Football League (NFL). Fu scelto nel corso del primo giro (31º assoluto) del Draft NFL 2008 dai New York Giants. Al college ha giocato a football a Miami.

## Carriera professionistica

### Draft NFL 2008
Phillips fu scelto nel corso del primo giro dai New York Giants nel Draft 2008. Molti esperti sostenevano che non ci fossero safety meritevoli di essere scelte nel primo giro dal draft, a parte Phillips; come previsto fu l'unico giocatore di quel ruolo ad essere scelto nel primo giro. La sua selezione continuò la striscia di safety della University of Miami scelte nel primo, succedendo a Brandon Meriweather, scelto come 24º assoluto dai New England Patriots nel 2007. Prima del draft, The Sporting News paragonò Phillips a Deon Grant.

### New York Giants
Phillips avrebbe dovuto competere per il ruolo di safety lasciato libero da Gibril Wilson, accasatosi agli Oakland Raiders nell'estate 2008. Prima dell'inizio del mini-camp, Phillips scelse di indossare il numero 21 come tributo a Sean Taylor, che, come Phillips, aveva giocato come safety alla University of Miami e aveva indossato il numero 21 durante la sua permanenza ai Washington Redskins. Il 22 luglio, Phillips firmò un contratto quinquennale del valore di 11,15 milioni di dollari.
Alla fine della pre-stagione 2008, Phillips si trovò al secondo posto nelle gerarchie della squadra per la posizione di free safety dietro Michael Johnson.
Malgrado non fosse titolare, Phillips divise il ruolo di free safety con Johnson oltre a giocare negli special team. Il primo intercetto della carriera lo fece registrare nella settimana 8 contro i Pittsburgh Steelers, quando mancava un solo minuto alla fine della partita, sigillando la vittoria 21-14 per i Giants. La prima gara da titolare della carriera, Phillips la disputò contro i Philadelphia Eagles a causa dell'indisposizione di James Butler per infortunio, conservando tale ruolo anche dopo che Butler si rimise. Nel corso della sua prima stagione, mise in mostra significativi miglioramenti.
Il 24 settembre 2009, Phillips fu inserito in lista infortunati per un problema al ginocchio sinistro. A Phillips fu diagnosticata un'artrite patello-femorale prima dell'inizio della stagione e le sue condizioni si aggravarono nel corso delle prime due gare della stagione 2009. Dopo l'operazione chirurgica conseguitane, non era chiaro se Phillips sarebbe potuto tornare a rendere ai livelli precedenti all'infortunio.
L'operazione chirurgica si rivelò un successo e dopo un anno fuori dai campi di gioco, il 12 settembre 2010, Phillips partì come titolare nella prima gara della stagione contro i Carolina Panthers. Nella gara, egli intercettò un pallone del quarterback dei Panthers Matt Moore nella vittoria dei Giants 31-18.
Phillips nella settimana 13 della stagione 2011 si infortunò nuovamente al ginocchio sinistro, rimanendo ai bordi del campo per due settimane. La sua stagione regolare terminò coi primati in carriera in intercetti (4), passaggi deviati (11) e tackles (82). I Giants conclusero la stagione con un record di 9-7, qualificandosi per un soffio ai playoff grazie alla vittoria decisiva sui Cowboys. Nella off-season, essi eliminarono nell'ordine gli Atlanta Falcons, i favoritissimi e campioni in carica Green Bay Packers e nella finale della NFC i San Francisco 49ers. Il 5 febbraio 2012, Kenny partì come titolare nel Super Bowl XLVI, vinto contro i New England Patriots 21-17, laureandosi per la prima volta campione NFL.
Il 26 agosto 2013, Phillips fu svincolato dai Giants.

### New Orleans Saints
Dopo avere passato la pre-stagione 2013 coi Philadelphia Eagles e l'intero 2014 fuori dai campi di gioco, nel 2015 Phillips firmò coi New Orleans Saints con cui il 20 settembre disputò la sua prima partita dal 2012, scendendo in campo come titolare contro i Tampa Bay Buccaneers in cui mise a segno 8 tackle.

## Palmarès

### Franchigia
- Super Bowl : 1

New York Giants: Super Bowl XLVI
- National Football Conference Championship: 1

New York Giants: 2011

### Individuale
- PFWA All-Rookie Team - 2008

## Statistiche
Fonte: 
|        |                 | Tackle | Tackle | Tackle | Tackle | Tackle | Tackle | Intercetti | Intercetti | Intercetti | Intercetti | Intercetti | Fumble | Fumble |
| Anno   | Squadra         | P      | PT     | Tot    | Sol    | Sack   | Saf    | Int        | Yard       | Media      | Max        | TD         | FF     | FR     |
| ------ | --------------- | ------ | ------ | ------ | ------ | ------ | ------ | ---------- | ---------- | ---------- | ---------- | ---------- | ------ | ------ |
| 2008   | New York Giants | 16     | 3      | 67     | 55     | 0      | 0      | 1          | 0          | 0.0        | 0          | 0          | 0      | 0      |
| 2009   | New York Giants | 2      | 2      | 13     | 9      | 0      | 0      | 2          | 22         | 11.0       | 22         | 0          | 0      | 0      |
| 2010   | New York Giants | 16     | 16     | 77     | 60     | 0      | 0      | 1          | 0          | 0.0        | 0          | 0          | 0      | 0      |
| 2011   | New York Giants | 15     | 15     | 82     | 59     | 0      | 0      | 4          | 50         | 12.5       | 31         | 0          | 1      | 0      |
| Totale |                 | 49     | 36     | 239    | 183    | 0      | 0      | 8          | 72         | 9.0        | 31         | 0          | 1      | 0      |